# أوريخا
بلدية أوريخا (بالإسبانية: Oreja) هي بلدية تقع في مقاطعة غيبوثكوا التابعة لمنطقة إقليم الباسك شمال إسبانيا.

## الديموغرافيا
بلغ عدد سكان بلدية أوريخا 122 نسمة عام 2011 (وفقاً للمعهد الوطني للإحصاء الإسباني).
| 79 | 79 | 81 | 89 | 115 | 121 | 122 |